# 윌리엄 에드문드 하퍼
윌리엄 에드문드 하퍼(William Edmund Harper, 1878년 3월 20일 ~ 1940년 6월 14일)는 캐나다의 천문학자이다.
하퍼는 온타리오 더빙턴에서 태어나 1902년에 토론토 대학에 들어갔다. 1906년에 대학을 졸업한 뒤 오타와의 도미니언 천문대의 연구원이 되었다. 하퍼는 천체물리학 연구원으로서 항성의 시선속도 측정과 쌍성계의 궤도 결정을 연구했다. 1907년에 토론토 대학에서 석사 학위를 받았으며, 1909년에 결혼하여 두 딸을 낳았다.
하퍼의 연구는 대부분 항성을 분광학적으로 연구한 것이다. 약 50여개의 논문을 발표했으며, 1924년에는 1100여개 항성의 시차 측정표를 작성했다. 캐나다 왕립 천문학회 회원이기도 하며, 1928년부터 1929년까지는 그 회장을 역임했다. 1935년에 토론토 대학으로부터 명예 박사 학위를 받았다.
1938년까지 폐렴으로 고생한 하퍼는 1940년에 병이 재발하여 사망했다.

## 참고 자료
- Stewart, R. Meldrum (1940). “William Edmund Harper, 1878-1940 (with Plate XI)”. 《Journal of the Royal Astronomical Society of Canada》 34 (2): 77–115. Bibcode:1998RPPh...61...77K. doi:10.1088/0034-4885/61/2/001.
- “Harper, William Edmund”. The Canadian Encyclopedia. 2007년 9월 30일에 원본 문서에서 보존된 문서. 2007년 5월 19일에 확인함.